# فرناندو نيكولاس أوليفا
فرناندو نيكولاس أوليفا (بالإسبانية: Fernando Nicolas Oliva)‏ (26 سبتمبر 1971 في الأرجنتين – )؛ هو لاعب كرة قدم سابق كان يلعب كمهاجم.

## وصلات خارجية
- فرناندو نيكولاس أوليفا على موقع رابطة كرة القدم اليابانية للمحترفين (اليابانية)
- فرناندو نيكولاس أوليفا على موقع قاعدة بيانات كرة القدم.إي يو (الإنجليزية)
- فرناندو نيكولاس أوليفا على موقع عالم كرة القدم.نت (الإنجليزية)